# İzmir Demirspor
İzmir Demirspor ist ein Fußballverein aus der westtürkischen Provinz Izmir.

## Geschichte

### Frühe Jahre
Der Verein wurde im Jahre 1955 in İzmir gegründet. Als im Jahr 1959 die Milli Lig (die heutige Süper Lig) gegründet wurde, spielte der Verein in der İzmir Mahalli Lig. Am Ende der Saison wurde man Meister, sodass man an den Aufstiegsspielen in die 1. Liga teilnehmen durfte. Hier konnte man sich jedoch gegen die starke Konkurrenz nicht durchsetzen und verpasste so den Aufstieg in die höchste türkische Liga. Eine Saison später (1960/61) wurde man erneut Meister der Izmir Mahilli Lig. Auch in dieser Saison gelang es dem Verein nicht aufzusteigen.
In der Saison 1963/64 durfte man an der neugegründeten türkischen zweiten Liga teilnehmen. Die in der zweiten Liga bislang erste und letzte Saison beendete İzmir Demirspor als Tabellenletzter und stieg so wiederum in die İzmir Mahalli Lig ab. Seitdem gelang der erneute Sprung in die professionellen Fußballligen nicht mehr.

### Neuzeit
Mittlerweile spielt der Verein in der siebten Liga, der İzmir 1. Amatör Lig. In der Saison 2015/16 erreichte İzmir Demirspor den dritten Platz und verpasste damit knapp die Teilnahme an den Play-offs zur İzmir Süper Amatör Lig.

## Ligazugehörigkeit
- 2. Liga: 1963/1964
- 3. Lig: 1970–1973
- Amatör Lig: 1955–1963, 1963–1970, 1973–